# Truxalis procera
Truxalis procera är en insektsart som beskrevs av Klug, J.C.F. 1830. Truxalis procera ingår i släktet Truxalis och familjen gräshoppor. Inga underarter finns listade i Catalogue of Life.